# Petit-duc radjah
Otus brookii
Espèce
Statut de conservation UICN

 LC  : Préoccupation mineure
Statut CITES
Le Petit-duc radjah (Otus brookii) est une espèce d'oiseaux de la famille des Strigidae.

## Répartition et sous-espèces
Cette espèce vit dans les forêts indonésiennes.
D'après la classification de référence (version 14.1, 2024) de l'Union internationale des ornithologues, le Petit-duc radjah possède deux sous-espèces (ordre philogénique) :
- Otus brookii solokensis (Hartert, 1893) Petit-duc radjah de Sumatra — Bukit Barisan (Sumatra) ;
- Otus brookii brookii (Sharpe, 1892) Petit-duc radjah de Bornéo — nord des forêts pluviales de montagne de Bornéo.